# Sitas
Sitas (en griego: Σίττας; fallecido en 538), también mencionado en fuentes como Ztitas (en griego: Ζτίττας), Tzita(s) (en griego: Τζί(τ)τα(ς)), Zitas (en griego: Ζίττας) o Zetas, fue un oficial militar bizantino del siglo VI activo durante el reinado de los emperadores Justino I y Justiniano I. Aparece por primera vez en la década de 520, cuando se desempeñó como doríforo (guardaespaldas) en la guardia del futuro emperador Justiniano. En 527, en el contexto de la guerra de Iberia, realizó dos expediciones contra Armenia junto al general Belisario; en el primero consiguieron mucho botín, pero en el segundo fueron derrotados por Aracio y Narsés.
En 528, Sitas se casó con Comito, la hermana mayor de la emperatriz Teodora, y fue nombrado, antes de agosto, para el puesto recién creado de magister militum de Armenia. En 528 o 529, repelió una invasión de los tzanianos y los persiguió hasta su país, donde los derrotó y los obligó a convertirse al cristianismo y servir en el ejército imperial. En 530, fue nombrado magister militum con base en Armenia y defendió Teodosiópolis y Satala de los invasores persas. En 531, reemplazó a Belisario al mando de las tropas de Oriente y logró convencer a los persas que estaban asediando Martirópolis a retirarse.
Sitas reaparece en las fuentes en 535, cuando fue nombrado patricio y luchó contra un ejército búlgaro (o huno) en Mesia, derrotándolo en el río Yantra. En 536 fue nombrado cónsul honorario y en 538/539 fue enviado a Armenia para combatir un levantamiento derivado de los altos impuestos de la provincia. Debido a las malas condiciones del terreno, tuvo que dispersar sus tropas y terminaría siendo asesinado por Artabanes, el caudillo de la revuelta, o por otro armenio llamado Salomón.

## Biografía

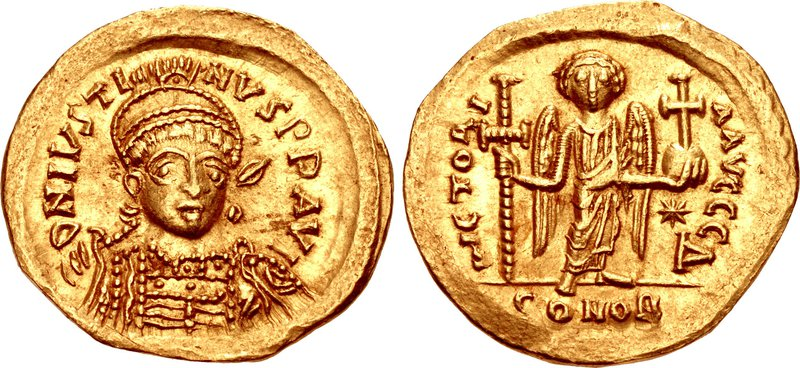
Sólido de Justino I.

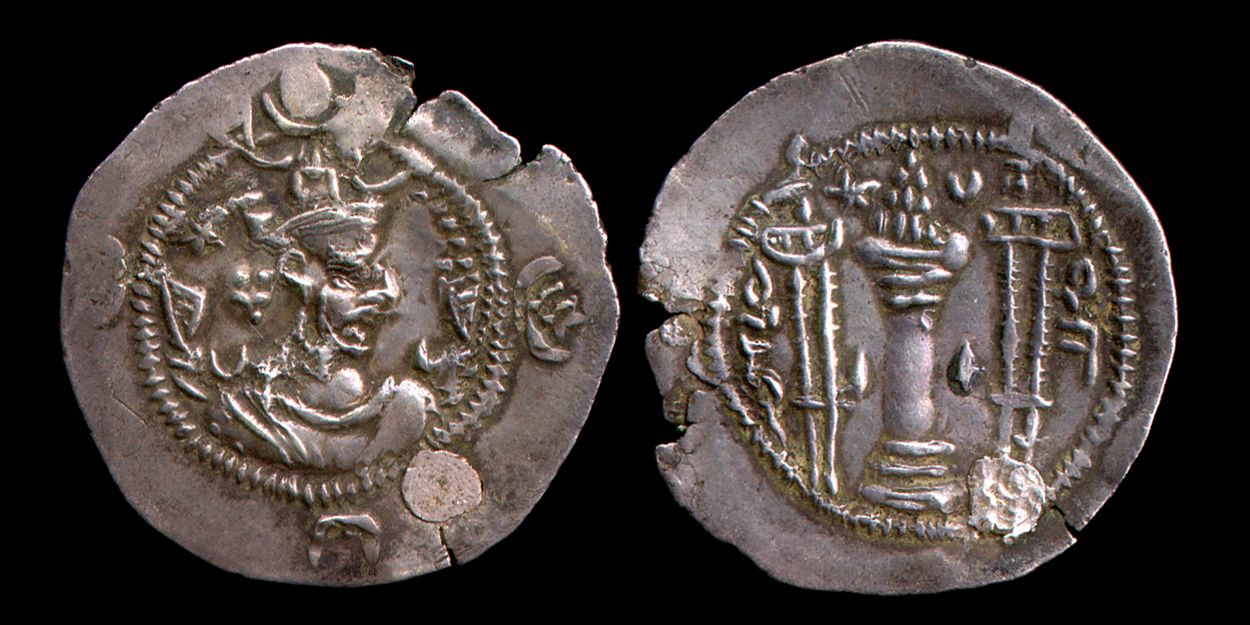
Dracma de Kavad I.

El origen de Sitas es oscuro. Los bizantinistas han sugerido que su nombre es godo o tracio, pero su ascendencia de godos o tracios no se menciona en las fuentes primarias. Aparece por primera vez en fuentes en la década de 520, todavía durante el reinado del emperador Justino I, cuando sirvió como doríforo (guardaespaldas) en la guardia de Justiniano, entonces magister militum del Oriente. Durante estos años se le encomendó la tarea de pacificar a los montañeses tzanianos, una tribu del Cáucaso, que dirigía incursiones ocasionales en las áreas circundantes.
En 526 o 527, en el contexto de la guerra de Iberia entre Justino y el sah sasánida Kavad I, dirigió una expedición junto al general Belisario a Armenia, probablemente como un medio para aliviar la presión persa sobre el Reino de Iberia; obtuvieron mucho botín de sus saqueos. Ese mismo año, pero antes de agosto, cuando Justiniano sería coronado, emprendieron otra expedición a Armenia, pero fueron derrotados por un ejército sasánida dirigido por Aracio y Narsés.
Según Juan Malalas, en 528 Sitas se casó con Comito, la hermana mayor de la emperatriz Teodora. Quizás fue el padre de la futura emperatriz Sofía. Ese mismo año, Sitas fue nombrado para el recién creado cargo de magister militum de Armenia, habiendo sido su primer titular. Según Juan Malalas y Teófanes el Confesor, reclutó a sus escriniarios (oficiales administrativos) entre la población armenia, ya que los consideraba más familiarizados con el territorio. En 528 o 529, según Procopio de Cesarea, repelió un ataque de los tzanianos. Los persiguió hasta su país, los convirtió del paganismo al cristianismo y reclutó a los antiguos bandidos en el ejército bizantino.

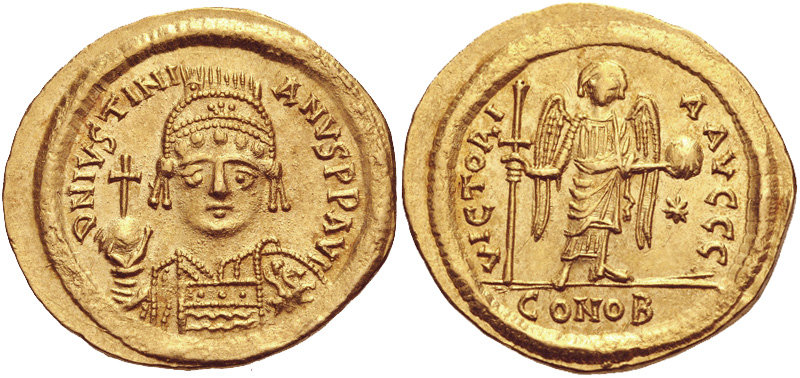
Sólido de Justiniano I.

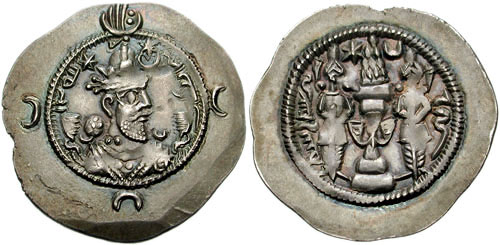
Dracma de Cosroes I.

En 530, Sitas fue designado para el cargo de magister militum praesentalis con su cuartel general en Armenia. Mantuvo el control sobre el ejército armenio, así como sobre Doroteo, el recién nombrado magister militum de Armenia. En el mismo año, ambos oficiales dirigieron tropas estacionadas en la provincia contra una fuerza sasánida que se dirigía a Teodosiópolis para sitiarla. Derrotaron a los invasores y saquearon su campamento antes de regresar. Más tarde, ese mismo año, Sitas defendió con éxito la ciudad de Satala contra otro ejército persa atacando a los enemigos por la retaguardia y obligándolos a retirarse. La invasión fue cancelada y los sasánidas se retiraron a Persia después de las dos derrotas.
En 531, Sitas todavía estaba en Armenia cuando Belisario fue derrotado en la batalla de Calinico el 19 de abril. Cuando Justiniano llamó a este último, Sitas asumió su posición en la campaña contra los persas. Cruzó la frontera y capturó varias posiciones persas antes de cruzar las montañas armenias, probablemente el Antitauro hacia Samósata; en esta expedición estuvo acompañado por el rey Aretas V de los gasánidas. En agosto o septiembre del mismo año, cuando los sasánidas sitiaron Martirópolis por segunda vez, Sitas, junto a Hermógenes, avanzó hacia Atacas (aproximadamente a 32 kilómetros al norte) y acampó allí.
Desde su campamento avanzaron a Amida y luego a Martirópolis, a donde llegaron en octubre. En este punto, las fuentes divergen. Según Malalas, cuando escucharon los rumores del acercamiento de los enemigos, los persas levantaron el asedio y se retiraron. Según Procopio, sin embargo, Sitas y Hermógenes no pudieron ayudar a la ciudad y enviaron emisarios ofreciendo rehenes para que los persas se retiraran mientras se llevaban a cabo las negociaciones de paz. Este último aceptó la oferta y se retiró de Martirópolis, especialmente después de enterarse de la muerte de Kavad I y del ascenso de su hijo Cosroes I, así como a causa de los rumores de un ataque de los hunos sabires. por un espía persa sobornado por los bizantinos. También según el autor, uno de los rehenes entregados a los sasánidas fue Senecio.

Frontera romano-persa entre los siglos -

Cosroes I, que estaba interesado en estabilizar su posición interna por el momento, inició negociaciones de paz. Después de largas discusiones ambas potencias firmaron la llamada Paz Perpetua en septiembre de 532, que pretendía concluir definitivamente el conflicto entre los imperios, lo que permitiría a Sitas regresar a la capital imperial de Constantinopla. Sin embargo, debe haber llegado a la ciudad solo después de los eventos de la revuelta de Niká, ya que no es mencionado en las fuentes.
Su siguiente mención se produce en 535, cuando adquirió el título honorífico de patricio y derrotó, según el Conde Marcelino, a un ejército búlgaro (o huno) que invadió Mesia en el río Yantra. En 536 fue nombrado cónsul honorario y en 538/539 fue enviado a Armenia para enfrentar una revuelta derivada de los altos impuestos. Al no poder negociar la paz, se inició un combate activo. En la batalla de Enocalco, la naturaleza del terreno obligó a ambos ejércitos a luchar en grupos dispersos en lugar de fuerzas unificadas. Procopio registra que Sitas fue asesinado por Artabanes, el caudillo de la revuelta, o por otro armenio llamado Salomón.